# Oran Park Raceway
Der Oran Park Raceway war eine Motorsport-Rennstrecke im Südwesten von Sydney in Australien. Der Kurs wurde in seinem Bestehen als Austragungsort der Superbike-Weltmeisterschaft und der Supercars bekannt.

## Geschichte
Als in den 1960er Jahren Motorsport in Australien immer beliebter wurde, gab es einen Mangel an Rennstrecken, auf denen Amateure und Motorsporteinsteiger ihre Leidenschaft ausleben konnten. In Sydney gab es zwar den Warwick Farm Raceway, dieser war allerdings für professionelle Rennveranstaltungen ausgelegt. Daher errichtete der Singer Car Club auf einem kleinen Stück Ackerland einen eine Meile langen Dirttrack-Rundkurs. Ein alter Doppeldeckerbus wurde als Zeitmessstand verwendet. Wegen der losen, kieshaltigen Oberfläche waren stehende Starts nicht möglich und die Rennen mussten mit fliegendem Start hinter einem Safety-Car gestartet werden. Außerdem führte der Kies dazu, dass die Rennveranstalter später einwilligten, Schäden an den Windschutzscheiben zurückzuerstatten.
Am 17. Februar 1962 erfolgte die Eröffnung, wobei bereits am ersten Tag 18 Rennen ausgetragen wurden. 1963 wurde zum ersten Mal ein größeres Motorradrennen ausgetragen, an dem unter anderem Jim Redman teilnahm. Mit dem wachsenden Erfolg wurde der Singer Car Club zum New South Wales Road Racing Club. Dieser ließ 1964 den Kurs asphaltieren und auf 1,218 Meilen verlängern. Diese Variante wurde später als South Circuit bekannt.
1966 wurden Nachtrennen eingeführt. 1973 musste der Warwick Farm Raceway schließen, was Oran Park zur bedeutendsten Rennstrecke in der Region machte. Damit wechselten verschiedene Rennserien wie die Australian Touring Car Championship auf den Kurs. Dabei waren die Zuschauerzahlen teilweise so hoch, dass die Polizei die Zugänge schließen musste.

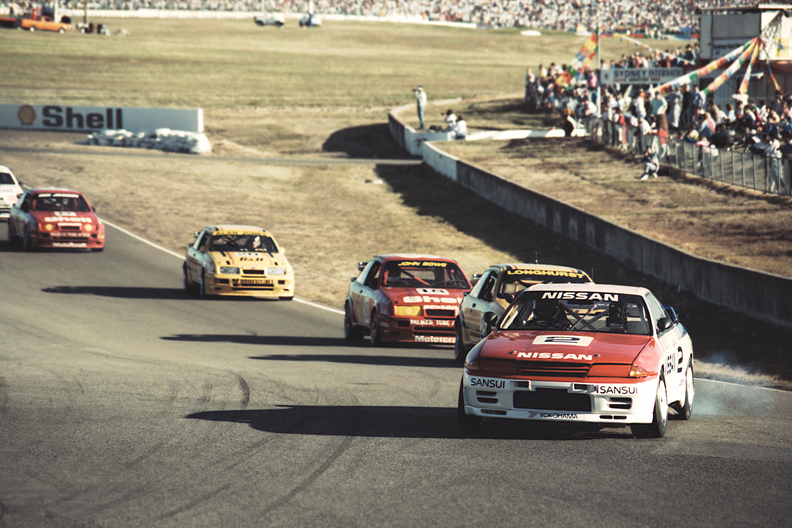
Rennen der australischen Tourenwagen-Meisterschaft, 1990.

Mit dem stetig wachsenden Interesse wurde der Kurs 1974 erneut renoviert und vergrößert. Der 2,6 Kilometer lange Grand-Prix-Kurs wurde errichtet und direkt als Austragungsort des Großen Preis von Australien verwendet, damals unter Formel-5000-Regeln.
Trotz der wichtigen Rennen ließ das Interesse langsam nach und das Gelände wurde zum Verkauf angeboten. 1983 kaufte die Leppington Pastoral Company, ein großes Molkereiunternehmen, den Kurs. Der neue Besitzer Tony Perich wollte den Kurs zuerst als Weide für Kühe verwenden, entschied sich jedoch letztendlich dazu, die Anlage auszubauen. Unter ihm wurde der Dragstrip hinzugefügt und die Strecke damit verlängert, um ein Formel-1-Rennen anzuziehen, was nicht klappte. Auch ein neuer Kontrollturm wurde gebaut und einige Kurven verändert.
2001 wurden die ersten vollwertigen Boxengebäude errichtet, 2007 wurde angekündigt, dass die Eigentümer den Kurs an die Regierung verkaufen würde. 2010 wurde das letzte Rennen ausgetragen und der Kurs geschlossen. Mit der Schließung der Strecke folgte der Abriss. Auf dem ehemaligen Gelände befindet sich heute ein schnell wachsendes Wohngebiet von Sydney.

## Die Strecke
Mit den Renovierungen 1974 wurde der Grand-Prix-Kurs zu einer größeren Herausforderung für die Fahrer, da das neue Streckenlayout das Überholen erschwerte. Bekannt wurde die Strecke nach dem Umbau vor allem mit ihrer Brücke, dank derer sie sich überkreuzen konnte. Dazu beinhaltete die Anlage auch einen Motocross-Kurs und einen Dirttrack. Die Haupttribüne bot Platz für 3000 Zuschauer.

## Veranstaltungen
Ab 1977 wurde jährlich ein Tourenwagen-Langstreckenrennen ausgetragen. Von 1984 bis 1987 war der Kurs Austragungsort des 6-Stunden-Motorradrennens Castrol Six Hour, danach gastierte dort die Superbike-Weltmeisterschaft für einige Saisons. Gegen Ende der 1990er Jahre wurde das finale Rennen der Australischen Tourenwagen-Meisterschaft dort ausgetragen. Auch die V8 Supercars starteten hier.